# Saison 1 de Grey's Anatomy : Station 19
Chronologie
Saison 2
Cet article présente le guide des épisodes de la première saison de la série télévisée américaine Grey's Anatomy : Station 19.

## Distribution

### Acteurs principaux
- Jaina Lee Ortiz (VF : Stéphanie Hédin) : lieutenant Andrea « Andy » Herrera, et fille du capitaine Pruitt Herrera
- Jason George (VF : Denis Laustriat) : Ben Warren, recrue pompier
- Grey Damon (VF : Thibaut Lacour) : Jack Gibson, lieutenant
- Barrett Doss (en) (VF : Déborah Claude) : Victoria « Vic » Hughes, pompière
- Alberto Frezza (VF : Jean-Christophe Dollé) : Ryan Tanner, policier
- Jay Hayden (en) (VF : Valentin Merlet) : Travis Montgomery, pompier
- Okieriete Onaodowan (en) (VF : Namakan Koné) : Dean Miller, pompier
- Danielle Savre (VF : Ariane Aggiage) : Maya Bishop, pompière
- Miguel Sandoval (VF : Philippe Catoire) : Pruitt Herrera, capitaine de la Station 19 et père d'Andy

### Acteurs récurrents
- Brenda Song (VF : Lisa Martino) : JJ (5 épisodes)[1]
- Leslie Hope (VF : Véronique Augereau) : chef de bataillon Frankel
- Brett Tucker (VF : Stéphane Pouplard) : Lucas Ripley, chef des pompiers
- Sterling Sulieman (VF : Gilduin Tissier) : Grant

### Acteurs invités
- Marla Gibbs (VF : Sylvie Genty) : Edith, grand-mère de Grant (épisodes 2, 4 et 7)[2]
- Samantha Cardona : officière de police Jen (épisodes 4, 5 et 10)
- Kimia Behpoornia : officière Karen Ries (épisodes 7 et 9)
- Cameron Cowperthwaite : Mason Bishop, frère de Maya (épisodes 4 et 7)
- Caleb Alexander Smith : Seth (épisodes 2 et 3)
- BJ Tanner : Tuck Jones, beau-fils de Ben (épisode 2)
- Vanessa Marano : Molly (épisode 10)

### Invités deGrey's Anatomy
- Chandra Wilson (VF : Zaïra Benbadis) : Dre Miranda Bailey, chef de la chirurgie au Grey Sloan Memorial Hospital (épisodes 1, 5, 7 et 10)
- Ellen Pompeo (VF : Céline Mauge) : Dre Meredith Grey, chef de chirurgie générale au Grey Sloan Memorial Hospital[3] (épisode 1)
- Jake Borelli (VF : Arnaud Laurent) : Dre Levi Schmitt, interne en première année (épisode 7)

## Épisodes[4]

### Épisode 1:Sur des charbons ardents
- États-Unis /  Canada : 22 mars 2018 sur ABC / CTV
- France : 25 septembre 2018 sur TF1[5]

- États-Unis : 5,43 millions de téléspectateurs

- Chandra Wilson (Dre Miranda Bailey, chef de la chirurgie au Grey Sloan Memorial Hospital)
- Ellen Pompeo (Dre Meredith Grey, chef de chirurgie générale au Grey Sloan Memorial Hospital)

### Épisode 2:Pas de fumée sans feu
- États-Unis /  Canada : 22 mars 2018 sur ABC / CTV
- France : 25 septembre 2018 sur TF1

- États-Unis : 5,43 millions de téléspectateurs

- Marla Gibbs (Edith)
- Leslie Hope (chef de bataillon Frankel)
- Emma Loewen (Ava)
- Brenda Song (JJ)
- Keli Daniels (Principale Linsley)
- BJ Tanner (Tuck Jones, beau-fils de Ben)
- Caleb Alexander Smith (Seth)

### Épisode 3:Maîtriser l'incendie
- États-Unis /  Canada : 29 mars 2018 sur ABC / CTV
- France : 2 octobre 2018 sur TF1

- États-Unis : 5,86 millions de téléspectateurs

- Brenda Song (JJ)
- Iman Benson (Dallas)
- Leslie Hope (chef de bataillon Frankel)
- Caleb Alexander Smith (Seth)

### Épisode 4:Rallumer le feu
- États-Unis /  Canada : 5 avril 2018 sur ABC / CTV
- France : 2 octobre 2018 sur TF1

- États-Unis : 5,09 millions de téléspectateurs

- Peri Gilpin (Sue)
- Megan Gallagher (Deborah)
- Cameron Cowperthwaite (Mason Bishop)
- Marla Gibbs (Edith)
- Samantha Cardona (officier de police Jen)

### Épisode 5:Faire des étincelles
- États-Unis /  Canada : 12 avril 2018 sur ABC / CTV
- France : 9 octobre 2018 sur TF1

- États-Unis : 5,59 millions de téléspectateurs

- Chandra Wilson (Dre Miranda Bailey)
- Brenda Song (JJ)
- Abby Miller (Lynn)
- Benjamin Thys (Marshall)
- Carlos Arellano (Clay)
- Samantha Cardona (officier de police Jen)

### Épisode 6:Baptême du feu
- États-Unis /  Canada : 19 avril 2018 sur ABC / CTV
- France : 9 octobre 2018 sur TF1

- États-Unis : 5,41 millions de téléspectateurs

- Chelsea Ricketts (Finley)
- Phoebe Neidhardt (Piper)
- Jee Young Han (Charlotte Dearborn)
- Brad Beyer (Cole Edmonds)
- Leslie Hope (chef de bataillon Frankel)

### Épisode 7:Combustion
- États-Unis /  Canada : 26 avril 2018 sur ABC / CTV
- France : 16 octobre 2018 sur TF1

- États-Unis : 5,17 millions de téléspectateurs

- Chandra Wilson (Dre Miranda Bailey)
- Kimia Behpoornia (Officier Karen Ries)
- Nicole Hayden (Allison)
- Cameron Cowperthwaite (Mason Bishop)
- Marla Gibbs (Edith)
- Wyndoline Landry (Caitlyn)
- Radek Lord (Chris)
- Jake Borelli (Dre Levi Schmitt)

### Épisode 8:Faire feu de tout bois
- États-Unis /  Canada : 3 mai 2018 sur ABC / CTV
- France : 16 octobre 2018 sur TF1

- États-Unis : 5,14 millions de téléspectateurs

- Michael Cassidy (Peter)
- Brenda Song (JJ)
- Suzy Nakamura (Susan)
- Linara Washington (Mary)
- Annie Tedesco (Carla)

### Épisode 9:Coup de chaud
- États-Unis /  Canada : 10 mai 2018 sur ABC / CTV
- France : 19 juin 2019 sur TF1

- États-Unis : 4,45 millions de téléspectateurs

- Brenda Song (JJ)
- Sarayu Blue (Audrey)
- Alex Désert (Oliver)
- Jennifer Lauren DiBella (Sophia)
- Kimia Behpoornia (Karen Reis)

### Épisode 10:Cernés par les flammes
- États-Unis /  Canada : 17 mai 2018 sur ABC / CTV
- France : 19 juin 2019 sur TF1

- États-Unis : 5,10 millions de téléspectateurs

- Chandra Wilson (Dre Miranda Bailey)
- Vanessa Marano (Molly)
- James Eckhouse (Pete Sorenson)
- Jee Young Han (Charlotte Dearborn)
- Al Carabello (Greg)
- Samantha Cardona (Officier Jen)

## Audiences aux États-Unis
| N° d'épisode | Titre original      | Titre français           | Chaîne | Date de diffusion originale | Audience (en millions de téléspectateurs) | Pdm sur les 18-49 ans |
| ------------ | ------------------- | ------------------------ | ------ | --------------------------- | ----------------------------------------- | --------------------- |
| 1            | Stuck               | Sur des charbons ardents | ABC    | 22 mars 2018                | 5,43                                      | 2,0                   |
| 2            | Invisible To Me     | Pas de fumée sans feu    | ABC    | 22 mars 2018                | 5,43                                      | 2,0                   |
| 3            | Contain the Flame   | Maîtriser l'incendie     | ABC    | 29 mars 2018                | 5,86                                      | 2,0                   |
| 4            | Reignited           | Rallumer le feu          | ABC    | 5 avril 2018                | 5,09                                      | 1,8                   |
| 5            | Shock to the System | Faire des étincelles     | ABC    | 12 avril 2018               | 5,59                                      | 1,8                   |
| 6            | Stronger Together   | Baptême du feu           | ABC    | 19 avril 2018               | 5,41                                      | 1,8                   |
| 7            | Let It Burn         | Combustion               | ABC    | 26 avril 2018               | 5,17                                      | 1,6                   |
| 8            | Every Second Counts | Faire feu de tout bois   | ABC    | 3 mai 2018                  | 5,14                                      | 1,7                   |
| 9            | Hot Box             | Coup de chaud            | ABC    | 10 mai 2018                 | 4,45                                      | 1,6                   |
| 10           | Not Your Hero       | Cernés par les flammes   | ABC    | 17 mai 2018                 | 5,10                                      | 1,7                   |